# Chế độ ăn kiểu phương Tây

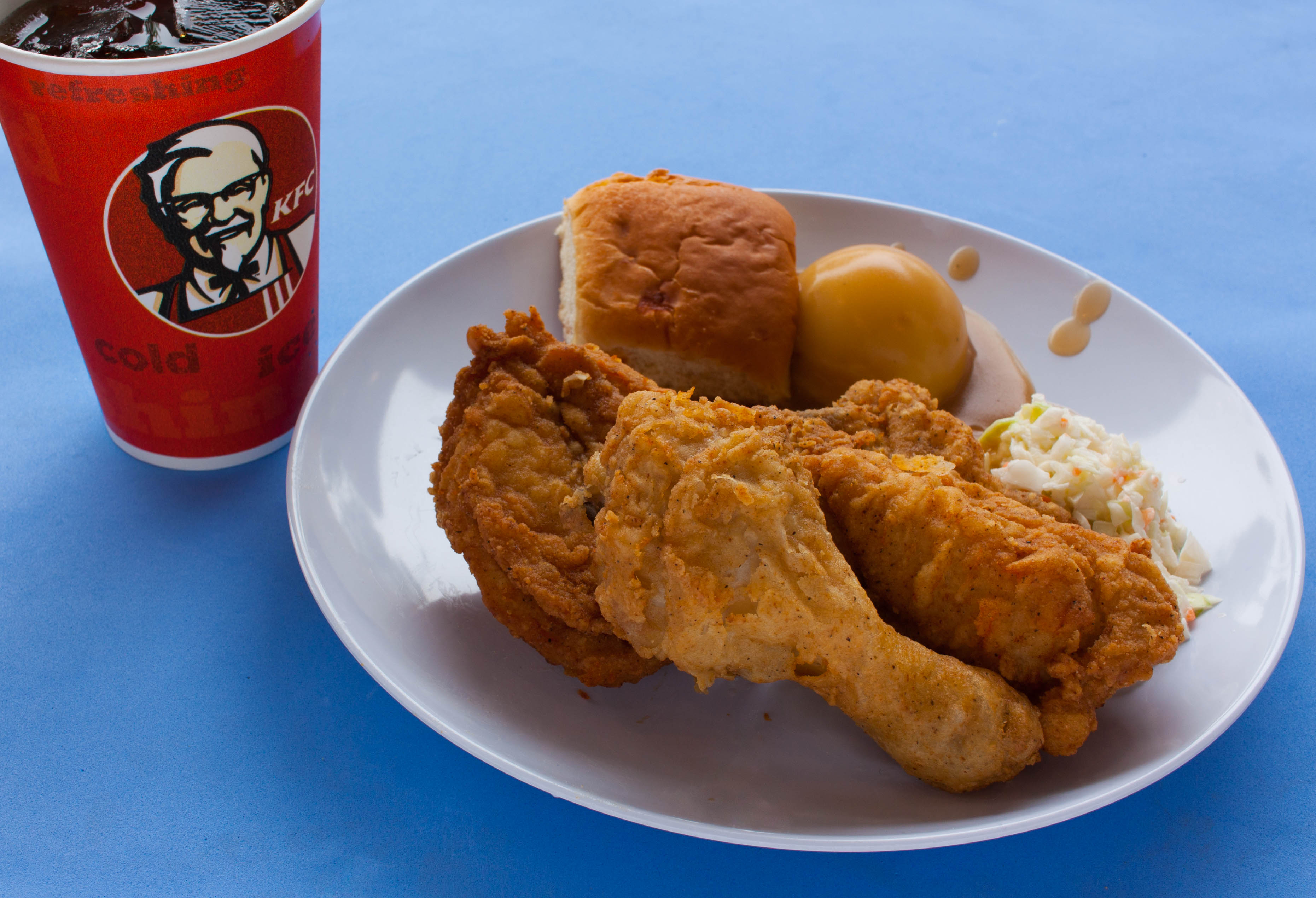
Một món gà rán KFC kiểu Mỹ và nước ngọt có ga

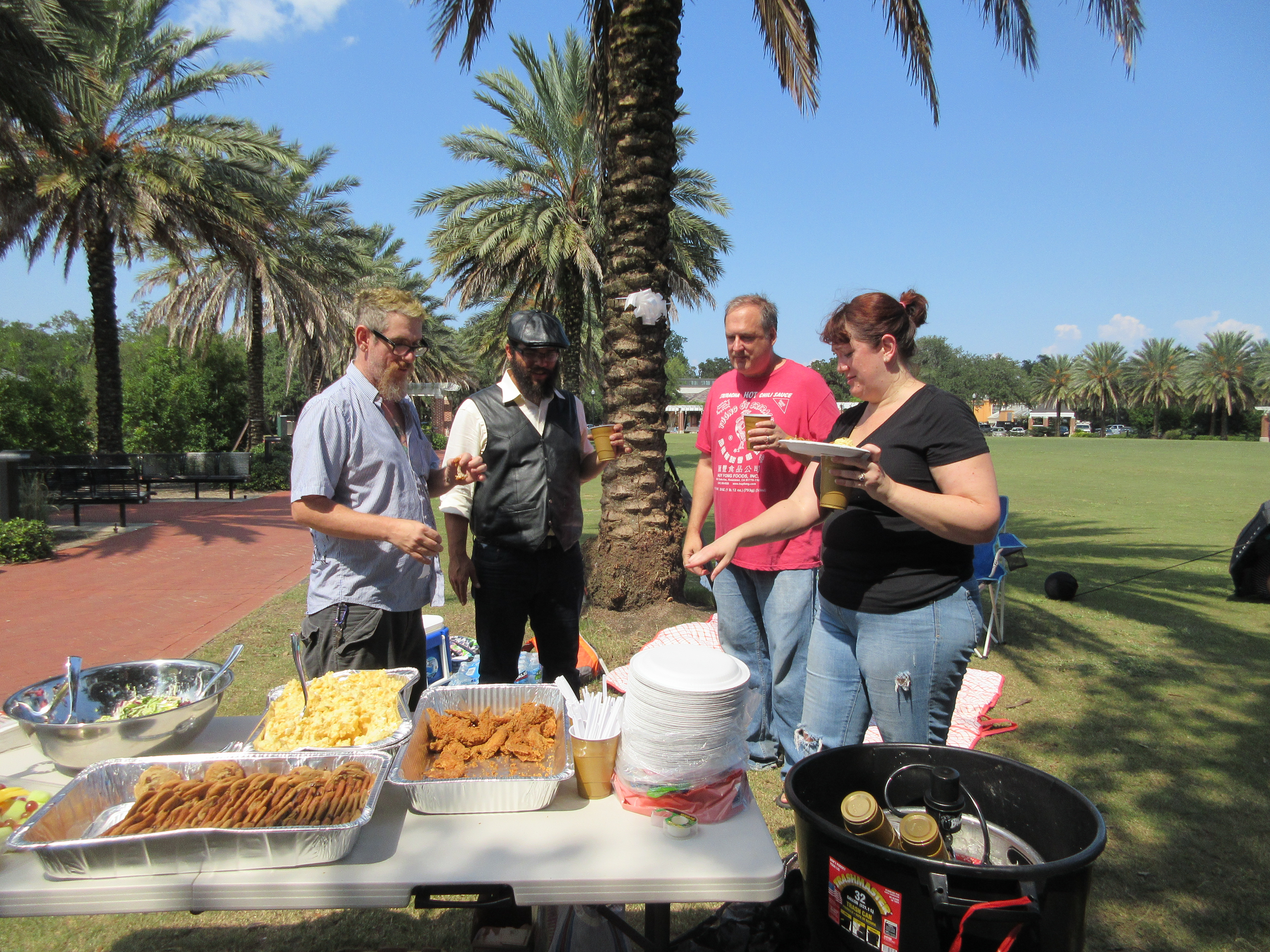
Ăn uống kiểu phương Tây dễ gây thừa cân, béo phì và các bệnh tim mạch

Chế độ ăn kiểu phương Tây (Western pattern diet-WPD) hay chế độ ăn theo tiêu chuẩn Mỹ (Standard American Diet-SAD) là một chế độ ăn hiện đại thường được đặc trưng bởi khẩu phần gồm các loại thịt đỏ, thịt chế biến sẵn, thực phẩm đóng gói sẵn, bơ, các món chiên, các sản phẩm sữa có nhiều chất béo, trứng, ngũ cốc tinh chế, khoai tây, ngô và đồ uống có ga, đường. Chế độ ăn uống tiêu chuẩn hiện đại của Mỹ đã được đưa ra bởi những thay đổi lối sống cơ bản sau cuộc cách mạng mới và sau đó là cuộc cách mạng công nghiệp.
Nhìn chung, chế độ ăn phương Tây đặc trưng bởi thực đơn nhiều thịt động vật, bơ, sữa và uống bia rượu, sau này còn phát triển đồ hộp, đồ khô đóng gói và đặc biệt là các món thức ăn nhanh cũng như thức ăn tiện lợi, người Mỹ lại được biết đến là người yêu thích thịt, khoai tây, phô mai và các sản phẩm từ bơ sữa. Ngược lại, một chế độ ăn lành mạnh thì lại có có tỷ lệ trái cây, quả hạch, rau, thực phẩm nguyên hạt, gia cầm và cá chưa chế biến cao hơn và được xếp vào nhóm thực phẩm lành mạnh.

## Ưu điểm
Trong cuộc sống hiện đại, nhanh chóng, tiện lợi và hiệu quả phải được đặt lên hàng đầu do đó, trong ẩm thực chế độ ăn uống kiểu phương Tây thường được ưa chuộng bởi tính tiện lợi, nhanh chóng, cung cấp đầy đủ năng lượng. Trên phương diện dinh dưỡng, thức ăn phương Tây rất hợp khoa học như có đủ 4 thành phần cơ bản của ô vuông thức ăn, rất đầy đủ năng lượng cần thiết cho con người hoạt động. Về tính tiện dụng, thức ăn phương Tây thỏa mãn nhu cầu công nghiệp, hiện đại hóa của xã hội tiến bộ văn minh, được chế biến sẵn và sử dụng liền, cung cấp ngay năng lượng dần thiết trong thời gian sớm nhất.

## Nguy cơ
Chế độ ăn uống phương Tây quá giàu chất đường, chất béo động vật và protein từ sữa, những chất béo bão hòa và acid béo omega-6 chủ yếu trong thức ăn nguồn động vật là nguy cơ rất lớn gây ra béo phì, xơ vữa động mạch, đái tháo đường. Thức ăn nhanh tuy đa dạng và phong phú nhưng thường thiếu vi chất và thừa những chất độc thực phẩm trong quá trình chế biến, bảo quản như thừa các chất béo trans (trans fat), acrolamide, chất phụ gia bảo quản. Những món ăn với sản phẩm từ động vật, thực phẩm giàu chất béo và đường có hại cho tim và dễ gây béo phì, thừa cân, tiểu đường, chế độ ăn uống thiếu hợp lý và việc lười vận động khiến con người dễ mắc bệnh Alzheimer, chế độ dinh dưỡng kiểu phương Tây còn là căn nguyên quan trọng của các bệnh dị ứng mãn tính như mụn trứng cá, vảy nến và viêm da cơ địa. Thịt chế biến sẵn là con đường tắt của cả sự tiện lợi và chết sớm.

## Tham khảo

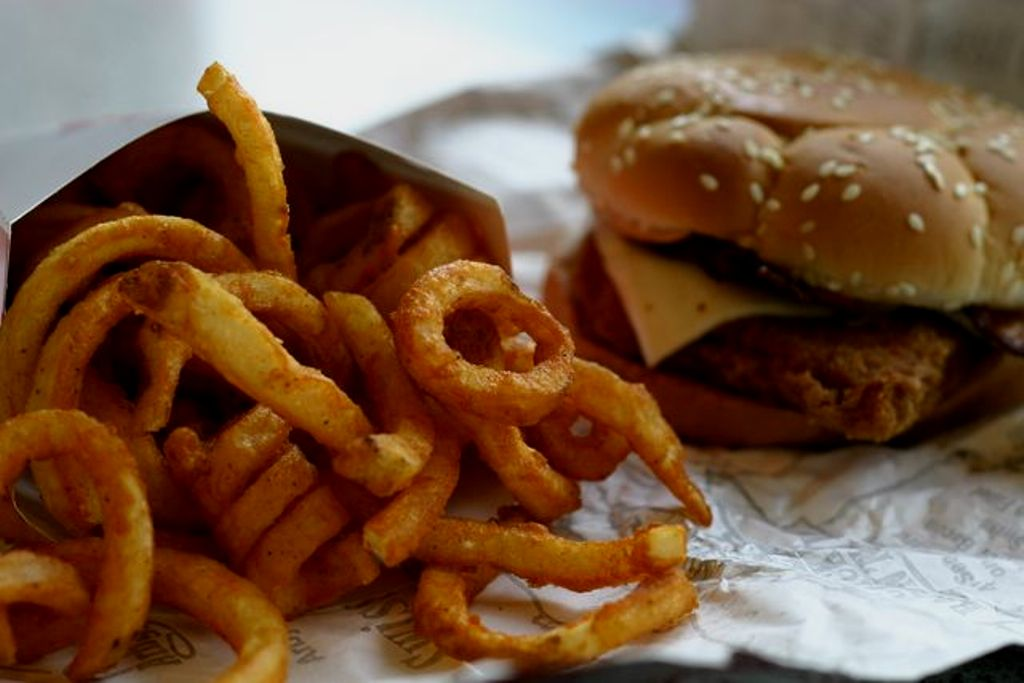
Thức ăn nhanh là một trong những đặc trưng của chế độ ăn kiểu phương Tây

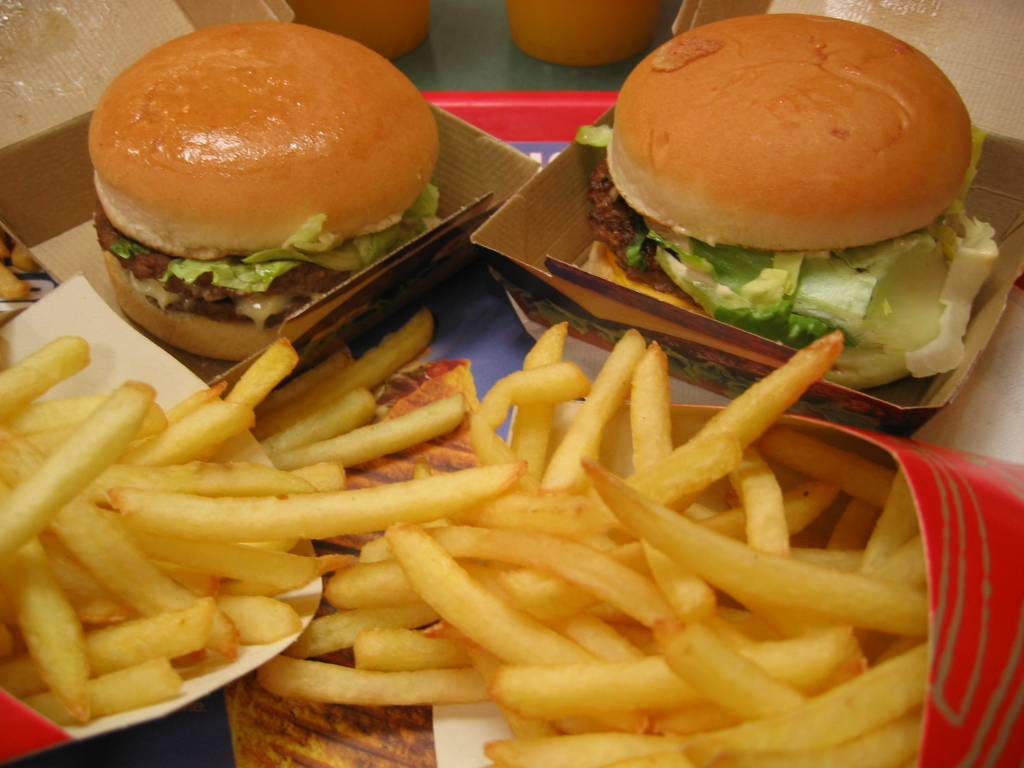
Hambuger và khoai tây chiên